# Stefano Di Filippo
(Stefano Di Filippo)
Stefano Di Filippo (Roma, 12 aprile 1980) è un ballerino italiano.
Balla attualmente nella federazione WDC, precedentemente nella WDSF e ancora prima nella FIDS.
La sua ultima ex ballerina è stata Daria Dasha Chesnokova. Precedentemente ballava con Olga Urumova, e prima ancora con la russa Anna Melnikova, la quale ha ripreso la sua carriera agonistica con lei nella categoria Pro Latin dopo 12 anni. Nella categoria Youth, Stefano ballava con sua sorella Annalisa Di Filippo dove ha ottenuto ottimi risultati a livello mondiale. 
Rappresenta l'Italia nelle gare internazionali organizzate dalla World Dance Council federation. Precedentemente rappresentava l'Italia nelle gare organizzate dalla Federazione Italiana Danza Sportiva (federazioni riconosciute rispettivamente dal CIO e dal CONI per quello che riguarda la danza sportiva), di danze Latino Americane, categoria "Amateur Latin".

## Esperienza aBallando con le stelle
Quarta edizione (2008): Secondo classificato, in coppia con l'attrice Anna Falchi.
Sesta edizione (2010): Eliminato in semifinale in coppia con l'ex schermitrice Margherita Granbassi.
Settima edizione (2011): Terzo classificato, in coppia con l'attrice Vittoria Belvedere.
Ottava edizione (2012): Terzo classificato, in coppia con la cantante Anna Tatangelo.
Ballando con Te (2012): Secondo classificato, in coppia con la cantante Anna Tatangelo.

## Risultati come ballerino
Nella categoria professionisti dopo il ritiro di Riccardo Cocchi subentrano una serie di vittorie consecutive come la vincita del torneo UK Championship 2020.  
Nella categoria amatori
- 1º posto al International Championships 2008, in Inghilterra
- 1º posto all'Imperial 2008, in Inghilterra
- 1º posto al Lights of Moscow 2008, in Russia
- 1º posto al Trofeo Numero Uno di Cervia 2008, in Italia
- 1º posto all'Embassy Ball 2008, California (IDSF Grand Slam Latin)
- 1º posto al German Open 2008
- 1º posto alla Coppa del Mondo IDSF 2008, in Cina
- 1º posto al 6th Shenzhen Star Championship 2008, in Cina
- 2º posto al Blackpool 2008 in Inghilterra
- 2º posto Dance Olympiad 2008 in Spagna (campionato Europeo)
- 1º posto Verona Open 2008
- 1º posto Aarhus International Gala 2008 in Danimarca
- 1º posto Italian Amateur Championships 2008 (campionato italiano)
- 2º posto al campionato del mondo IDSF 2007
- 1º posto al 20th Singapore International Dancesport Championships 2007
- 2º posto al German Open 2007
- 1º posto al International Dancesport Extravaganza di Hong Kong
- 1º posto ai 2007 Shenzhen Open in Cina
- 3º posto al Blackpool 2007 in Inghilterra
- 1º posto al Rimini Open 2007
- 1º posto al Campionato Italiano
- 3º posto al Tokio International Open
- 2º Posto Blackpool
- 1º Posto Asian Open
- 2º Posto Blackpool
- 2º Posto World Championship

Nella categoria giovanile (16-18 anni)
- Campione del mondo nel 1998 in Russia.